# Салман ибн Хамад ибн Иса Аль Халифа
Салман ибн Хамад ибн Иса Аль Халифа[ударение?] (род. 21 октября 1969) — бахрейнский государственный деятель, наследный принц Бахрейна, член семьи Аль Халифа. Премьер-министр Бахрейна с 11 ноября 2020 года.

## Ранняя биография и образование
Салман — старший сын Хамада ибн Исы и его первой жены Сабики.
В 1992 году Салман получил степень бакалавра в области политологии в Американском университете. В 1994 году получил в Куинз-колледже Кембриджского университета степень магистра философии в области истории и философии науки.
В 1999 году стал наследным принцем страны и учредил стипендиальную программу для того чтобы способные старшеклассники получали образование за рубежом и возвращались в страну.

## Карьера
В 1992—1995 годах — заместитель председателя Бахрейнского центра исследований и разработок (БЦИР).
В 1995—1999 годах — заместитель Министерства обороны и председатель попечительского совета (БЦИР).
В 1999—2008 годах — Главнокомандующий силами обороны страны.
При этом он занимал следующие должности:
С 24 февраля 2001 года — Председатель комитета по осуществлению национальной хартии действий.
С 3 марта 2002 года — председатель совета Экономического развития. Возглавляет и другие комитеты (Правительственный исполнительный, Комитет природных ресурсов и экономической безопасности и Высший градостроительный).
С 6 января 2008 года — заместитель Главнокомандующего силами обороны страны.
С марта 2013 по 11 ноября 2020 года — первый заместитель премьер-министра.
С 11 ноября 2020 года — премьер-министр.

## Семья
Был женат на Шейха Хала бинт Дуай Аль Халифа до 2005 года. Она умерла в июне 2018 года. У них 2 сына и 2 дочери.
- Иса ибн Салман Аль Халифа (род. 7 марта 1990) — второй в очереди на престол страны. В 2012 году окончил Американский университет в Вашингтоне. Женат, 3 сына: Хамад (род. 2014), Абдулла (род. 2016) и Салман (род. 2020)
- Мохаммед ибн Салман Аль Халифа (род. 11 ноября 1991) — шестой в очереди на престол. Получил начальное образование в школе Бахрейна, затем поступил в Королевскую военную академию Сандхерст, окончив её в 2011 году, и продолжил обучение в Королевском колледже Лондона в 2015 году. Женат, сын Ахмад (род. 2018) и дочь Басма.
- Фатима Аль Дана бинт Салман Аль Халифа (род. 1995) в 2017 году окончила Международную школу Риффат[5].
- Аль Джуд бинт Салман Аль Халифа.

## Награды
Награды Бахрейна
| Страна  | Дата вручения     | Награда                                                             | Награда                                                             | Литеры |
| ------- | ----------------- | ------------------------------------------------------------------- | ------------------------------------------------------------------- | ------ |
| Бахрейн | 21 октября 2009 — | Кавалер Специального класса ордена Шейха Исы бен Салмана аль Халифа | Кавалер Специального класса ордена Шейха Исы бен Салмана аль Халифа |        |
| Бахрейн | 13 декабря 2009 — | Кавалер 1 класса ордена Эпохи Возрождения короля Хамада             | Кавалер 1 класса ордена Эпохи Возрождения короля Хамада             |        |
| Бахрейн | —                 | Кавалер ордена Ахмада Завоевателя                                   | Кавалер ордена Ахмада Завоевателя                                   |        |
| Бахрейн | —                 | Кавалер 1 класса ордена Бахрейна                                    | Кавалер 1 класса ордена Бахрейна                                    |        |
| Бахрейн | —                 | Военная медаль 1 класса                                             | Военная медаль 1 класса                                             |        |

Награды иностранных государств
| Страна            | Дата вручения | Награда                                                       | Награда                                                       | Литеры |
| ----------------- | ------------- | ------------------------------------------------------------- | ------------------------------------------------------------- | ------ |
| Саудовская Аравия | апрель 2009 — | Кавалер 1 класса ордена короля Абдель-Азиза аль-Сауди         | Кавалер 1 класса ордена короля Абдель-Азиза аль-Сауди         |        |
| Иордания          | —             | Кавалер Большой звезды специального класса ордена Возрождения | Кавалер Большой звезды специального класса ордена Возрождения |        |
| ОАЭ               | —             | Кавалер ордена Федерации                                      | Кавалер ордена Федерации                                      |        |